# Strolz (Patriziergeschlecht)

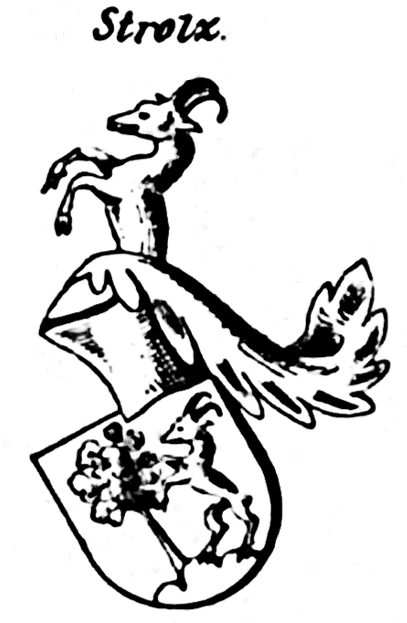
Wappen derer von Strolz in Siebmachers Wappenbuch

Strolz (auch Stroltz) ist der Name einer alten Vorarlberger Familie, die den alten Patrizierfamilien in Tirol (heute Vorarlberg) angehörte. Ein Zweig der Familie ging in den Sundgau (heute Frankreich) sowie die Franche-Comté und erhielt ihren österreichischen Adelstitel in Frankreich bestätigt. Eine weitere Standeserhöhung erfolgte durch Napoleon. Die Strolz leben in Österreich, in Frankreich und in der Schweiz.

## Geschichte
Die Familie Strolz ist weit verbreitet in Vorarlberg und hat ihren Ursprung aus der Gegend um Lech, Stuben und Klösterle. Lech wurde im 13. Jahrhundert von eingewanderten Walsern gegründet, was die Präsenz der Familie Strolz als Walsergeschlecht erklärt. Auslöser für die Zuwanderung war vermutlich der Reichstag zu Ulm im Jahr 1218, als von Hugo I. von Montfort den Johannitern in Klösterle das Gebiet um Stuben zugewiesen wurde, um dort für die Reisenden über den Arlbergpass Unterkünfte zu bauen und zu betreiben. Der heute bekanntere Ort am Arlberg ist Lech, welcher bis ins 19. Jahrhundert Tannberg hieß, dann setzte sich der aus «Tannberg am Lech» entstandene Name «Lech am Arlberg» durch. Die im frühen 14. Jahrhundert gebaute Pfarrkirche St. Nikolaus war bis ins 16. Jahrhundert die Pfarrkirche des Gerichtsbezirkes Tannberg, wo sich das Gerichtsgebäude von Lech bis zur Auflösung des Tannberggerichts 1806 in Lech befand.
Aufgrund der speziellen Lage waren verschiedene Familienmitglieder der Familie Strolz für den Kaiser als Rat- und Rechtspfleger in Vorarlberg, aber auch im gesamten Kaiserreich tätig. Am 29. April 1617 erhielten die Söhne des Landrichters Sigismundt Strolz, Christoph, Michael, Anton, Arbogast, Elias, Caspar und Jacob, einen Wappenbrief von Friedrich Altstetter von Kaltenburg, geheimer Rat und Pfleger der Herrschaften Bludenz, Sonnenberg und Ludesch (Innsbruck, 29. April 1617).
In ihrer Tätigkeit für den Kaiser war die Familie Strolz auch im Sundgau (Elsass, südlicher Bereich des Départements Haut-Rhin) tätig, das bis 1648 österreichisch war und mit dem Westfälischen Vertrag an Frankreich überging. 1731 wurde Johann Christian von Strolz kaiserlicher Kämmerer, Hof- und Kammerprokurator, Fiskalamtsdirektor im Königreich Böhmen und Herr auf Podmokly in Prag in den böhmischen Ritterstand erhoben.
Dieser hatte im Jahr 1713 der Kirche Maria de Viktoria auf dem Weißen Berg bei Prag zur Erinnerung an den Sieg Ferdinands II. über die Protestanten am 8. November 1620 einen geistlichen Administrator und zwei Kapläne gestiftet. Im Jahr 1748 ließ er einem wundertätigen Kreuz das bis dahin gegenüber seinem Elternhaus in einer Feldkapelle aus dem 15. Jahrhundert verwahrt wurde in Dalaas die Wallfahrtskirche zum Heiligen Kreuz bauen und stiftete das Heilig-Kreuz Benifizium, welches begabten Kindern eine geistliche oder weltliche Ausbildung ermöglichte. Das Wappen wurde am 23. Juli 1784 für Leutnant Joseph von Strolz, (Rechts-)Pfleger auf Burg Thurneck am Rotholz bei Strass im Zillertal bestätigt, dessen ebendort geborener Sohn, der Jurist und Dichter Johann Nepomuk Georg Strolz (1780–1835) veröffentlichte 1807 im zweiten Band des „Sammlers für Geschichte und Statistik von Tirol“ (S. 69 ff.) erstmals mit ethnographischem Interesse zusammengetragene „Schnodahaggen, Unterinnthalische Volksliedchen“ mit besonderer Berücksichtigung des Zillertals.
In französischen Diensten besonders in der Franche-Comté und in Belfort haben sich mehrere Vertreter der Familie Strolz hervorgetan: Dies waren u. a. Meinrad Strolz als königlicher Architekt, der unter anderem auch im Bistum Basel tätig war, Petrus Leopoldus von Strolz als Architekt und Inspecteur Royal des Ponts et Chaussées und dessen Sohn Jean-Baptiste Alexandre Baron de Strolz, General unter Napoleon sowie Aide de Camp und Premier Ecuyer von Joseph Bonaparte, König von Neapel und der beiden Sizilien und Spanien. oder der Artillerieoffizier Jean-Jacques de Strolz. Die enge Verbundenheit mit den Walsern zeigt sich auch in einem Bericht von Regula Engel-Egli, die mit Florian Engel einem Bündner Offizier aus Langwies (Walsersiedlung bei Arosa) verheiratet war, der in Frankreich Oberst und ein enger Vertrauter Napoleons und des Generals Strolz wurde und in einem Schweizer Fremdenregiment der französischen Armee diente.

## Wappen
Das Stammwappen (Wappenbrief von 1617) zeigt in goldenem Schild auf grünem Dreiberg einen grünen Tannenbaum und ein gegen denselben springenden naturfarbenen steigenden Gemsbock. Die Helmzier besteht aus einem gewundenen blau, silber, gold und schwarzem Wulst mit fliegenden Bändern, teilweise mit Adelskrone, darüber der Gemsbock wachsend. Die Helmdecke ist rechts gold und schwarz, links weiß und blau.

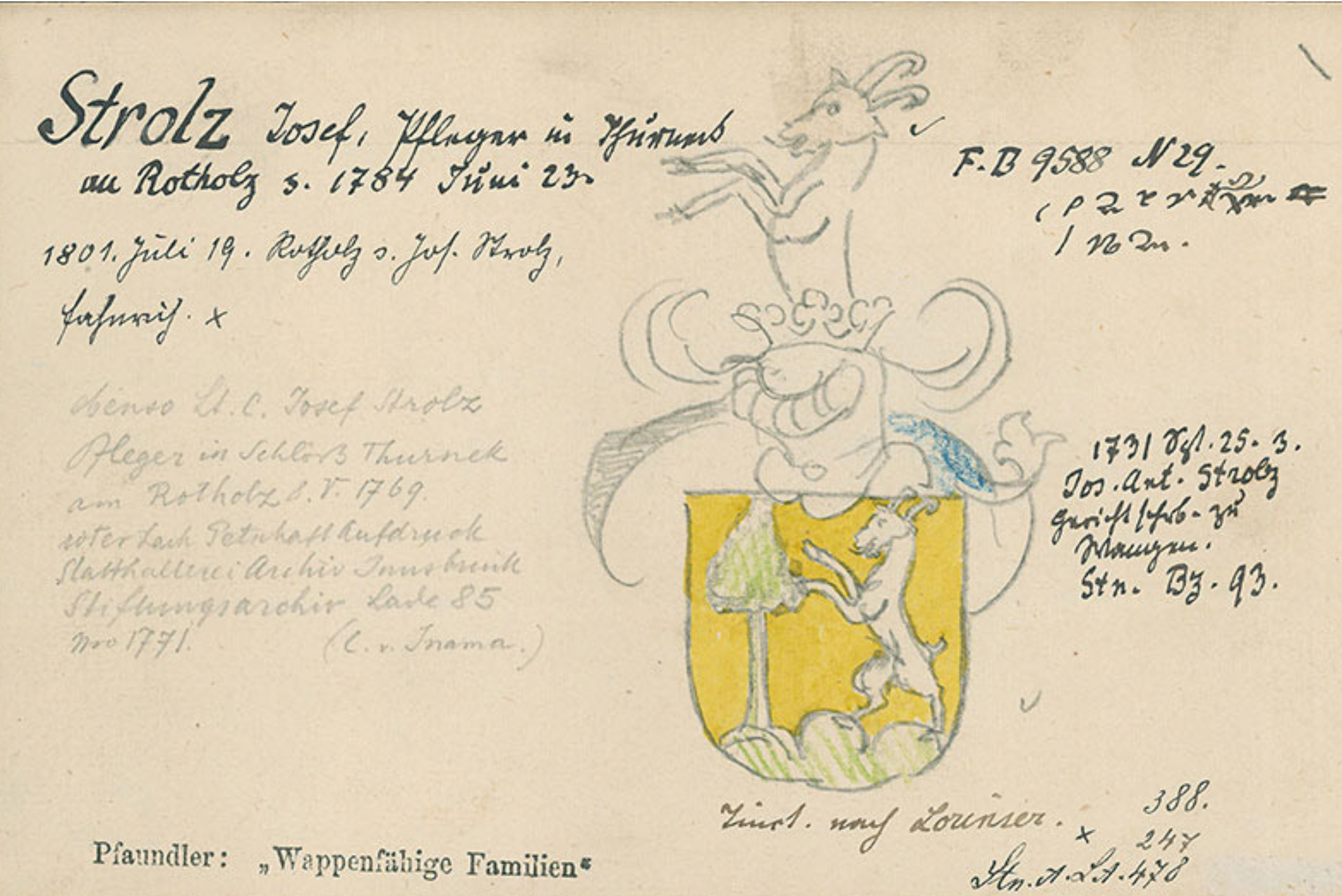
Strolz Familienwappen mit Rangkrone

 Ritterstandsurkunde in Böhmen 1731, Wappenbesserung Urkunde Baron des französischen Empire 1810.

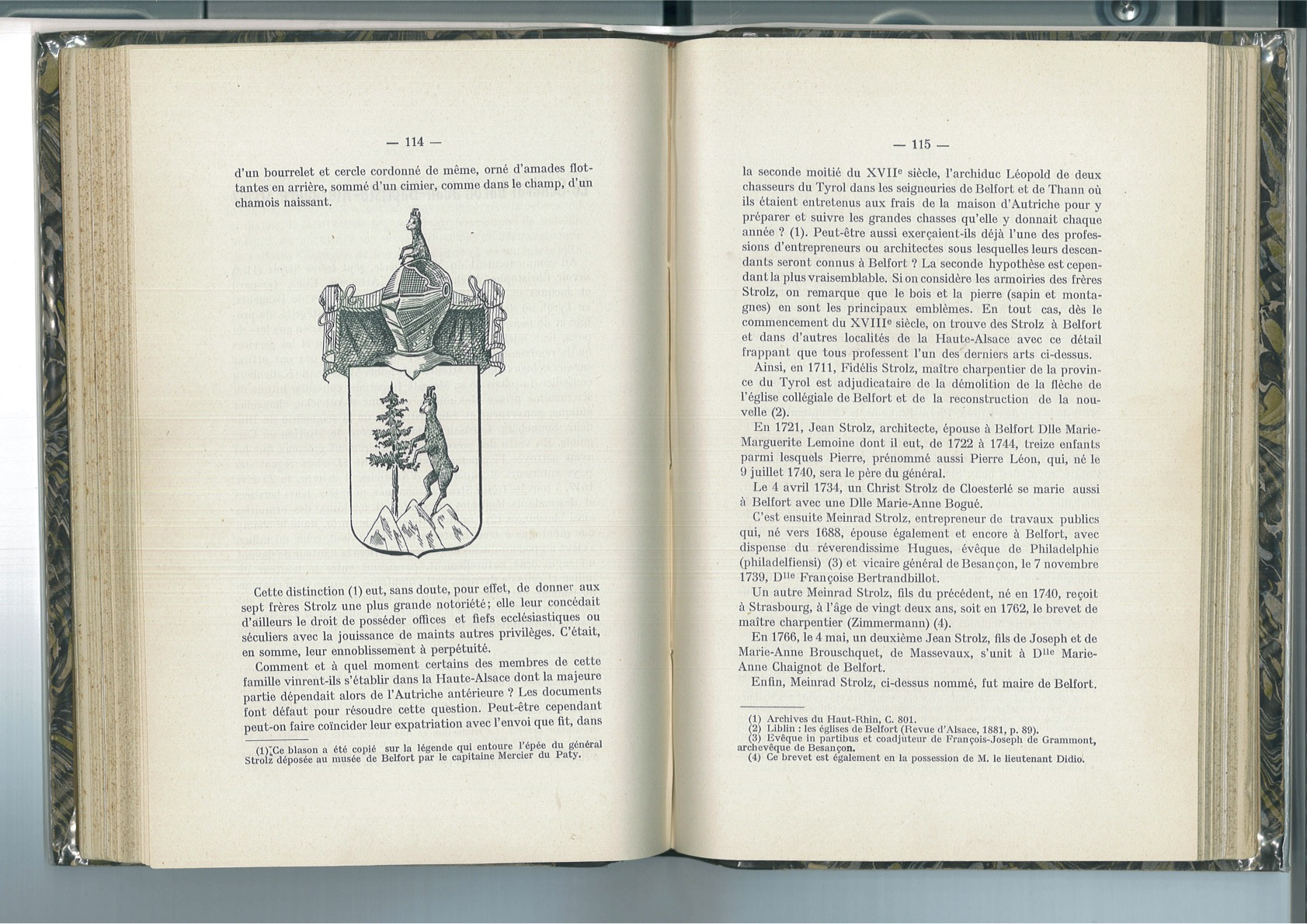
Familiengeschichte der Familie Strolz in Belfort

Bestätigung des Titels durch Ludwig XVIII. am 31. Mai 1817 in Paris.

## Namensträger
- Johann Christian Ritter von Strolz (1674–1752), königlicher Hof- und Kammerprocurator in Prag
- Meinrad Strolz (* 1735; † 1814), Architekt und Bürgermeister von Belfort
- Petrus Leopoldus von Strolz Architekt und Inspecteur Royal des Ponts et Chaussées (* 1727, † 1820)[8]
- Jean-Baptiste Baron de Strolz (* 1771, † 1841), General und Baron des Empire Français, Deputierter des französischen Parlaments und Pair de France
- Jean-Jacques de Strolz (* 1770; † 1828), Oberst und Kommandant der Artillerie der Königlichen Garde von Neapel, (auch Jean-Baptiste oder Johann-Joseph Strolz genannt), Cousin des vorgenannten.[12][13][14]
- Niklaus Jonas Strolz, Schweizer Historiker und Verfasser verschiedener historischer Publikationen[15][16][17]
- Johann Strolz, Landrichter von 1814–1831[18]
- Walter Strolz (* 17. November 1927), österreichischer Verlagslektor, Schriftsteller und Philosoph.[19]
- Hubert Strolz Olympiasieger Olympiasieg in der Kombination in Calgary 1988.
- Matthias Strolz Gründungsmitglied und von 2012 bis 2018 Bundesparteivorsitzender der Partei NEOS – Das Neue Österreich, ehemaliger Politiker (NEOS). 2013 bis 2018 Abgeordneter zum österreichischen Nationalrat und Klubobmann seiner Partei.

- Johannes Strolz österreichischer Skirennläufer. Wie sein Vater Hubert 34 Jahre zuvor, wurde er 2022 Olympiasieger in der Kombination.